# Білий носоріг
Білий носоріг (Ceratotherium simum) — представник родини носорогів. Розрізняють північних білих носорогів (мешкають у районі Верхнього Нілу) та південних білих носорогів (мешкають на території Південної Африки).

## Походження назви
Назва «білий» цього виду походить від спотвореного слова з бурської мови — wijde, що значить «широкий» («широкомордий»). Англійці, які захопили південну Африку, вирішили, що бури так промовляють слово white, тобто «білий». З цього й походить назва білого носорога.

## Опис
Білий носоріг є найбільшим представником родини носорогів і другим за розмірами (після слона) серед сучасних наземних ссавців. Колір білий носоріг має темний, шиферно-сірий, але світліший у порівнянні з кольором чорного носорога. Його вага становить до 3 тонн, а іноді й 5 т, довжина тіла — 3,6-4 м, висота — 1,6-2 м. Тривалість життя близько 40 років.
Білий носоріг має два роги. Ріг у перетині основи має вигляд трапеції. Перший довгий (максимальний розмір було зафіксовано на рівні 1,58 м). Задній ріг часто майже не розвинутий. Основна функція переднього рогу — розсувати чагарники при ходьбі та харчуванні. Товста, непробивна для колючок шкіра (5-6 см товщиною) зверху вкрита чутливим епідермісом, тому носоріг дуже страждає від кровососів.
Важливою відмінність білого носорога від інших представників родини носорогів — це широка плоска верхня губа. Основна їжа — трав'яниста рослинність. При харчуванні білий носоріг відкушує траву на землі, при цьому гострий ороговілий край нижньої губи працює на кшталт різця.

## Спосіб життя
Режим білого носорога багато в чому залежить від погоди. У спеку білий носоріг ховається у затінку дерев, виходить пастися з настанням сутінок. За прохолодної погоди та під час дощу білі носороги шукають притулок в буші. За помірної температури білі носороги більшу частину дня, а іноді і всю ніч займаються поїданням трави. Сплять здебільшого по 9-10 годин на добу.
Важливою частиною життя білих носорогів є походи на водопій та прийняття ван. Приймаючи ванни, білі носороги лежать у багнюці, а в цей час десятки болотних черепах видирають із їхньої шкіри кліщів.
В білого носорога найбільш розвинений нюх, а зір та слух відіграють другорядну роль. За сприятливого вітру людина може підійти до білого носорога на відстань до 30-35 метрів. Білий носоріг менш агресивний ніж чорний. Він звичайно намагається втекти. При цьому швидкість його досягає 25-30 км на годину, на невеликих дистанціях — іноді й 40.
Живуть білі носороги невеликими групами, іноді стадо досягає 16-18 тварин. Здебільшого там знаходяться самиці з маленькими носорогами. Самці можуть приєднуватися до цих стад, але не повинні намагатися злучатися із самицями. В такому разі самця проганяють. Статева зрілість у самки настає до 4 років, у самців до 6-7 років. Гін відбувається з липня до вересня. Вагітність у самок триває 16-18 місяців. Народжується за 1 раз одне маля вагою 40-65 кг. Вже через добу воно може супроводжувати матір, а через тиждень починає самостійно харчуватися травою. Проте до 1-2 років продовжує смоктати молоко. Ріг у молодого носорога починає формуватися тільки після повного відлучення від вимені. Інтервал між родами становить 2,5-3 роки.

## Чисельність
Ще на початку XIX ст. білий носоріг був досить широкого розповсюджений по всьому африканському континенту. Європейці стикнулися з ним вперше у південній Африці. Відкрив білого носорога відомий дослідник Бурчелл.
Разом з тим почався відстріл білого носорога. Темпи його були досить швидкі: за 35 років — з 1857 до 1892 — кількість білого носорога зменшилася настільки, що його було оголошено як зниклий вид. Проте незабаром у Наталі (сучасна Південно-Африканська Республіка) у долині річки Умфолозі у малодоступній місцині знайшлося стадо білих носорогів. У 1897 році цей район взято було під охорону. У 1900 році ще одне стадо виявили в районах Верхнього Нілу (держави Судан, Уганда, Демократична Республіка Конго).
Не скрізь було досягнуто позитивних результатів із відродження популяції білих носорогів. У Наталі їхня кількість збільшилася з 30 (у 1930 році) до 950 тварин у 70-х роках XX ст., у Судані — до 2000, у Конго — зменшилась із 1000 до 100 тварин, в Уганді — з 300 до 80 тварин. Проте вже у 2008 році у Конго було знайдено лише 8 білих носорогів. Відомостей щодо тварин, які мешкали у Судані та Уганді, практично немає.
Найбільші досягнення мають працівники національного парку в Умфолозі (Шушлуве-Умфолозі, англ. Hluhluwe-Umfolozi). Тут чисельність білих носорогів збільшилася настільки (до 9000 тварин), що з'явилася можливість переправляти їх до інших національних парків Африки, а також у деякі зоопарки Європи та Північної Америки.
Здебільшого у світі поширені південні білі носороги, щодо північних, то їхня чисельність на 2018 рік становить усього дві особини, обидві — самиці. Останній самець  Судан помер 18 березня 2018 року у заповіднику «Ол Педжета» в Кенії.